# Egg (Szwajcaria)
Egg – miejscowość i gmina (Politische Gemeinde) w północnej Szwajcarii, w kantonie Zurych, w okręgu (Bezirk) Uster. 

## Demografia
W Egg mieszka 8786 osób. W 2021 roku 21% populacji gminy stanowiły osoby urodzone poza Szwajcarią.

## Transport
Przez teren gminy przebiegają autostrada A52 oraz drogi główne nr 339, nr 347 i nr 716.